# Карпіхіна
Карпі́хіна (рос. Карпихина) — присілок у складі Махньовського міського округу Свердловської області.
Населення — 33 особи (2010, 29 у 2002).
Національний склад населення станом на 2002 рік: росіяни — 86 %.